# كلورال
الكلورال يعرف أيضا باسم «ثلاثي كلورو أسيتالدهيد» ، وهو عبارة عن مركب عضوي صيغته الكيميائية Cl3CCHO . وهذا الألدهيد هو سائل زيتي عديم اللون قابل للذوبان في مجموعة واسعة من المذيبات . ويتفاعل مع الماء ليكون هيدرات الكلورال ، وهي مادة تستخدم على نطاق واسع كمسكن ألم و منوم .

## الإنتاج
يمكن إنتاج الكلورال عن طريق كلورة (أي المعالجة للكلور) للإيثانول ، كما ورد عام 1832 م بواسطة جاستس فون ليبيج .

## التفاعلات الرئيسية
بصرف النظر عن ميله أو إتجاهه ليكون هيدرات ، إلا أن الكلورال يعتبر أهم وأبرز بكونه الوحدة البنائية في تخليق مادة الدي دي تي DDT «ثنائي كلورو ثنائي فينيل ثلاثي كلورو إيثان» . ولهذا الغرض ، يتم معالجة الكلورال باستخدام الكلوروبنزين في وجود كمية محفزة من حمض الكبريتيك :
Cl3CCHO + 2 C6H5Cl → Cl3CCH(C6H4Cl)2 + H2O
وقد تم وصف هذا التفاعل من قبل أوثمار زيدلر عام 1874 م .
ويستخدم الكلورال أيضاً لتكوين الكلوروفورم عن طريق معالجته باستخدام هيدروكسيد الصوديوم .